# Lycosa aurea
Lycosa aurea este o specie de păianjeni din genul Lycosa, familia Lycosidae, descrisă de Hogg, 1896. Conform Catalogue of Life specia Lycosa aurea nu are subspecii cunoscute.